# Bain minéral central de Sofia

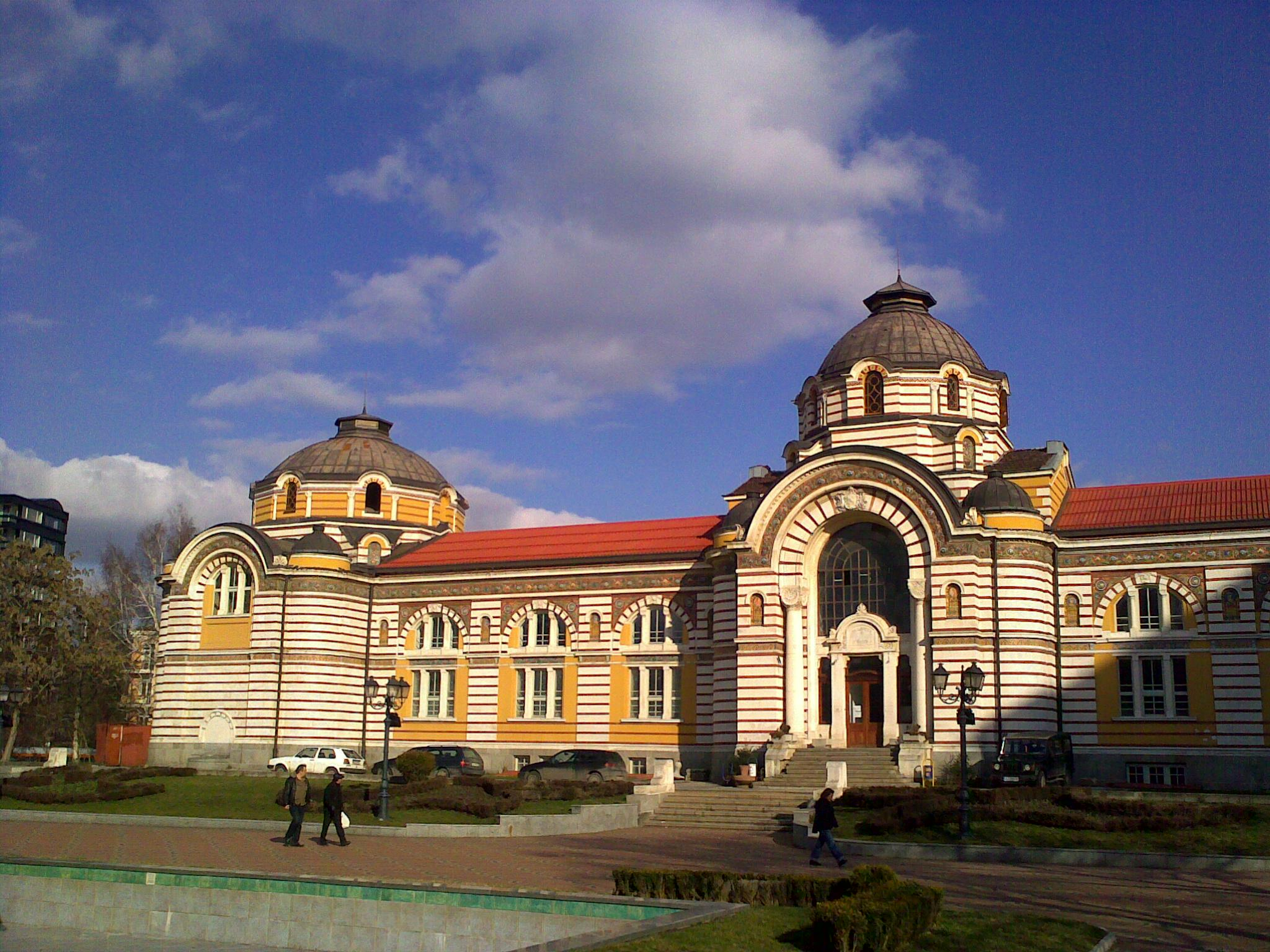
Bain Minéral Central de Sofia

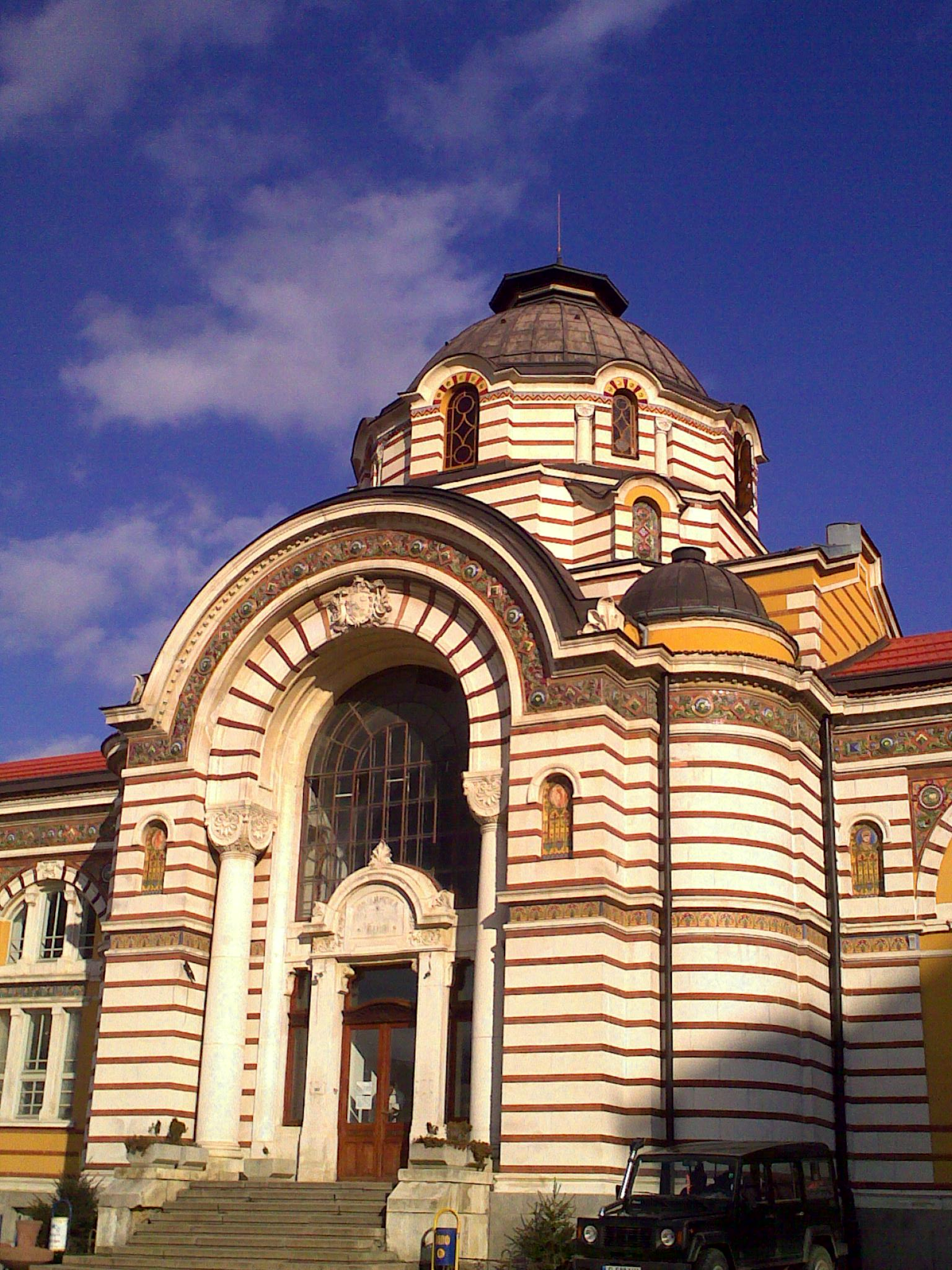
Entrée principale

Le bâtiment de l'ancien bain minéral central de Sofia (en bulgare : Централна минерална баня) est un bain public et un établissement thermal situé dans le centre de Sofia, la capitale de la Bulgarie. Avec la mosquée voisine Banya Bashi, le marché central de Sofia et la synagogue de Sofia, il forme un ensemble architectural de valeur historique qui caractérise le centre historique de Sofia. En 1998, le bâtiment de l'ancien bain central et la place du bain devant lui ont été inclus dans la liste bulgare des monuments culturels d'importance nationale .

## Histoire
Les bains publics étaient autrefois une institution culturelle dont la tradition remonte aux thermes romains. À cet endroit du centre de Sofia, où une source thermale d'une température de 46 °C existe depuis l'époque romaine, existe depuis au moins le XVIe siècle un bain turc public (hammam ou bain oriental), qui était directement adjacent à la mosquée. Avant la construction des bains minéraux centraux en 1913, cet ancien bain turc était déjà tombé en ruine.
La mosquée Banja Baschi a été nommée d'après cet ancien bain turc beaucoup plus petit, qui était encore plus proche de la mosquée que le bain central actuel. Banja-Baschi signifie  Nombreux bains, c'est pourquoi le nom de la mosquée est également traduit par mosquée des bains.
En raison de la population croissante, les anciens hammams ne suffisaient plus, de sorte qu'en 1881, trois ans après la fin de la domination ottomane en 1878, le conseil municipal de Sofia a discuté de l'agrandissement ou de la rénovation de l'ancien "bain oriental" de la mosquée.La construction d'un nouveau bain minéral a débuté en 1906, qui est le bâtiment central actuel. Lors de la construction des thermes centraux en 1913, d'autres bâtiments d'importance architecturale étaient également construits à Sofia : la halle centrale du marché en face (1911) avait été ouverte deux ans plus tôt. Autour de 1900 à 1920, le style architectural de la Sécession viennoise a également eu une influence sur le style architectural de Sofia.
Lors du bombardement de Sofia (10 janvier et 30 mars 1944) pendant la Seconde Guerre mondiale, l'aile nord des bains centraux est endommagée. Cependant, le bâtiment a été rapidement réparé et complètement restauré quelques années plus tard.
Le bain central a été conçu à l'origine comme un spa balnéologique. Cependant, les impératifs d'hygiène de la ville imposent très vite de la transformer en établissement balnéaire. Entre 1913 et 1986, lorsque existaient les thermes centraux, la population de Sofia a décuplé - passant d'environ 100 000 à 1 million d'habitants. Lorsque les bains municipaux n'étaient plus absolument nécessaires à la fin des années 1960, alors que les maisons étaient progressivement raccordées à l'alimentation en eau chaude, le lent et progressif déclin du bain central a commencé. Parfois, le bain central était également utilisé pour laver le linge. De petites réparations partielles ont été effectuées dans les années 1970. À l'époque socialiste de la Bulgarie, l'entretien du bain central n'était pas une priorité pour le pouvoir. Le bâtiment n'a pas été entretenu et s'est progressivement dégradé. En 1986, il a été décidé de fermer le Bain central et le bâtiment est visiblement tombé en ruine.
Le Bain central a fonctionné jusqu'en 1986. Après cela, il a été fermé en raison de son mauvais état structurel et le toit a menacé de s'effondrer. De 1988 à 1990 les trois coupoles (entrée principale, aile nord, aile sud) ont été recouvertes d'une toiture en cuivre. Cependant, le métal non ferreux a été volé morceau par morceau afin de le vendre comme ferraille. En 1992, des sans-abri ont déclenché un incendie dans le bâtiment. En 1993, le montant requis pour les réparations a été évalué à 12 millions de dollars. Pendant 12 mois, la recherche a été infructueuse pour un investisseur privé qui exploiterait la salle de bain avec une concession pendant 50 à 70 ans. En 1998, le maire Stefan Sofijanski a également discuté de l'utilisation du bâtiment comme bâtiment représentatif de la mairie, ce qui a toutefois été rejeté.

## Musée d'histoire de Sofia
En avril 1998, il a créé l'entreprise municipale "Vieux Sofia" ("Стара София" / Stara Sofia) avec un musée sur l'histoire de la ville de Sofia. Le Zentralbad deviendra le bâtiment d'exposition permanent du musée. La reconstruction complète du bâtiment a commencé fin 2004, dans le cadre du plan général « Belle Sofia » (en bulgare " Красива София " / Krasiwa Sofia).
Le bâtiment des thermes centraux a été reconstruit pendant de nombreuses années afin d'abriter le musée historique de Sofia de 7000 m² (décision de 1998) dans l'aile centrale et un centre thermal (spa) dans l'aile nord (ainsi que l'aile est et deux cours intérieures). La rénovation proprement dite n'a commencé qu'en 2004. En septembre 2015, le bâtiment a rouvert en tant que musée d'histoire de Sofia .

## Architecture
Le bain a été construit dans le style architectural de la Sécession, mais avec des éléments ornementaux typiques bulgares, byzantins et orthodoxes orientaux. La façade a été modelée à partir de dalles de pierre décoratives et de carreaux de céramique colorés en majolique. En raison de cette céramique, le bain central est associé à la naissance d'une nouvelle tendance dans l'architecture bulgare, le « romantisme national ». Le style architectural est également connu sous le nom d'architecture néo-byzantine ou « style architectural national ».
L'agencement alterné de rayures colorées et de motifs décoratifs avec des images de Sainte Sophie était nouveau.
Le bâtiment se compose d'un sous-sol, d'un rez-de-chaussée et d'une galerie. Les influences de la Sécession viennoise sont particulièrement évidentes à l'intérieur. Le bain central avait une grande piscine (piscine d'eau froide) et deux ailes, chacune avec deux petits bains minéraux pour hommes et femmes, celles-ci avaient deux piscines chacune, une grande et une petite, installations de première et deuxième classe, cabines, de nombreuses douches et un sauna.

## Eau minérale

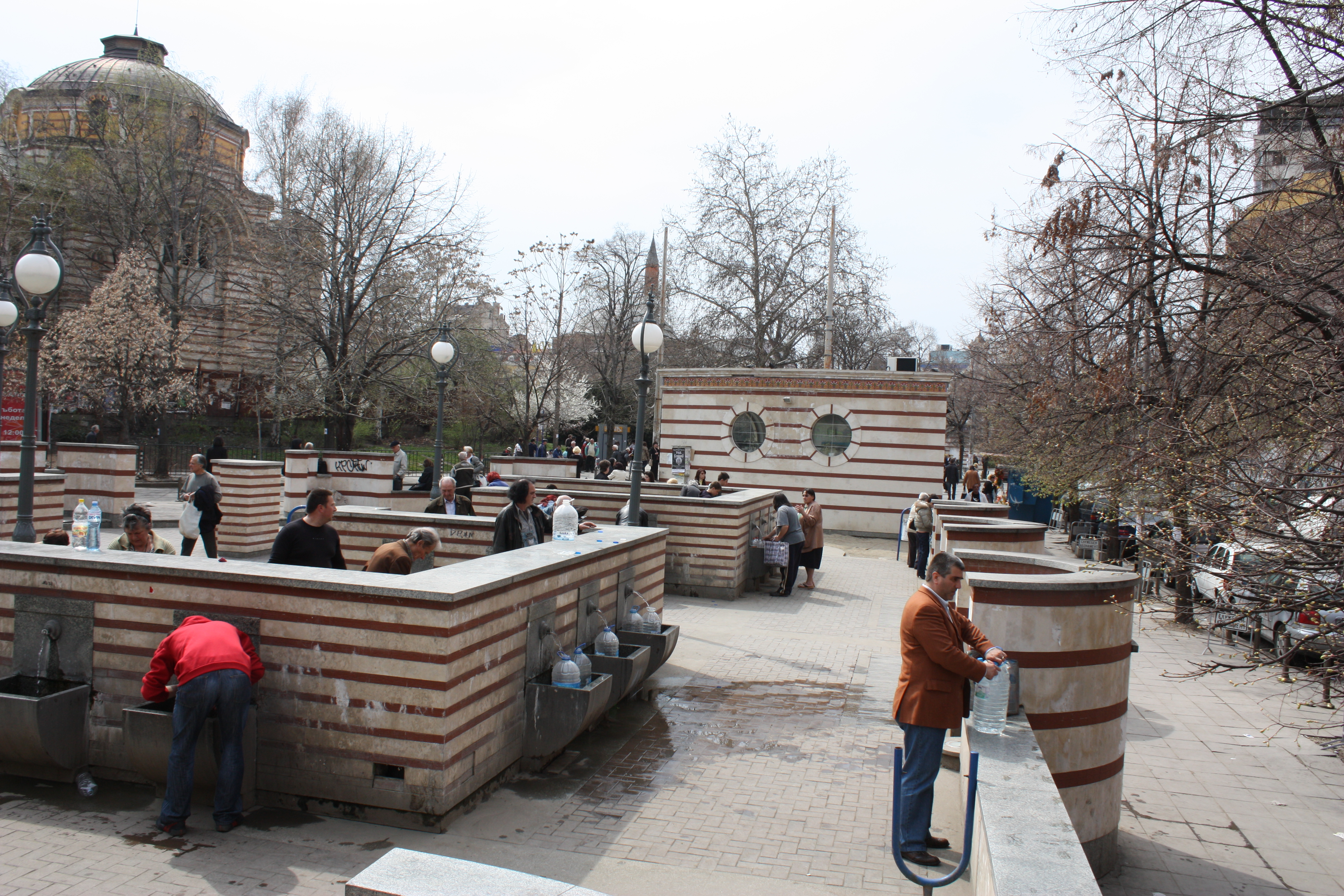
Les nouveaux points d'eau. Au fond (à gauche) l'aile nord du bain central et (au milieu) le minaret de la mosquée Banja Baschi

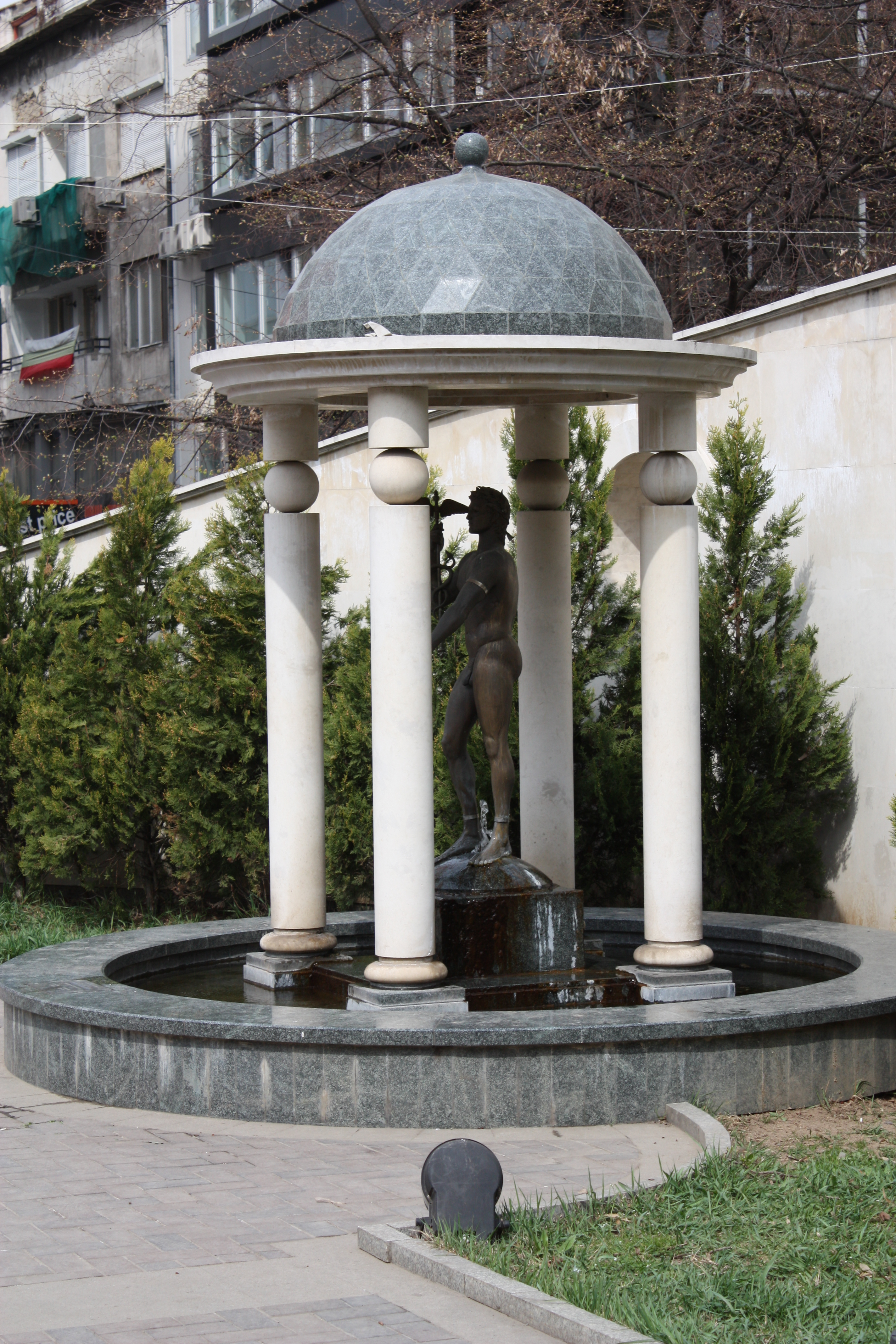
Statue d'Apollon

Sofia est connue pour ses nombreuses sources minérales et thermales depuis l'Antiquité. Celles-ci ont également joué un rôle important dans la fondation et le peuplement de la ville (initialement Serdica, plus tard Sredez, puis Sofia). Les sources médicinales de Serdica étaient déjà bien connues à l'époque romaine et appréciées pour leurs propriétés curatives. À Serdica, il y avait plusieurs bains à l'époque romaine, dont des vestiges se trouvent sur la place devant l'hôtel Sheraton et sous la cathédrale Sainte-Nédélia.
La fontaine minérale du Zentralbad a été ouverte au Ier siècle et a servi aux habitants de Sofia de fontaine thermale jusqu'en 1912. L'eau minérale de la fontaine thermale du bain central monte à une température de 46°C. La source thermale s'assèche pendant plusieurs mois lors du tremblement de terre de 1858 et lors des travaux de construction du centre-ville dans les années 1950.

## Place des Bains
Le marché se tenait sur la place à côté de la mosquée, l'actuelle Bad-Platz (Banski-Platz). Sous la place des bains (площад Бански / Ploschtad Banski) se trouvent des vestiges archéologiques de l'époque romaine de Sofia (alors Serdica). Le centre-ville de Sofia était également situé ici pendant la période ottomane. À l'extrémité nord-ouest de la place se trouve un petit bain turc médiéval.
Un projet non réalisé en 1942 prévoyait la construction d'un institut thermal avec un hôtel attenant à l'extrémité nord-est de la place Banski, entre la rue Serdica et la rue Exarch Josif .
La place Banski a été reconstruite en 2003 et est revenue à son état architectural à partir de 1940, le verdissement d'origine de la place a été restauré dans son état historique, y compris les lanternes dans le style correspondant. Lors de la reconstruction de la place en 2004, une fontaine construite de 1958 à 1962 a également été restaurée. La fontaine a été conçue à l'origine par l'architecte Deltscho Sugarew (bulgare Делчо Сугарев ; 1905–1998) et décorée de céramiques par l'artiste Georgi Bakardschiew (bulgare Георги Бакърджиев ; 1899–1972). La fontaine est progressivement tombée en désuétude et a été comblée en 1982. Lors de la reconstruction de la place en 2004, la fontaine a été restaurée  . Les céramiques de la fontaine ont été réalisées par l'artiste Janko Petrow selon des modèles anciens et préservés.

## Liens web
- Photos de cartes postales historiques (1. Photo et du 14. Image)
- Photos (extérieur et intérieur - de l'emménagement du musée "Old Sofia")
- Photos avec détails de la façade
- photo historique de la piscine
- Panorama à 360° du point de prélèvement d'eau minérale à côté du bain minéral central
- Panorama à 360° entre le bain minéral central et la mosquée
- Musée d'histoire de Sofia : http://www.sofiahistorymuseum.bg/en/home